# Place Louise (Bruxelles-Capitale)
La place Louise (en néerlandais : Louizaplein) est une place de la Région de Bruxelles-Capitale. La place est située à la frontière des communes de Bruxelles, Ixelles et Saint-Gilles. La place constitue le point de départ de l'avenue Louise et le point de départ de l'expansion sud de Bruxelles.
La place de forme polygonale est construite vers 1840 et, bien qu'elle ne corresponde à aucune porte de la seconde enceinte de Bruxelles, elle est initialement nommée « porte de Charleroi ». C'est en 1846 qu'elle est dénommée d'après Louise d'Orléans, la première reine des Belges. Après son édification, une maison d'octroi y est bâtie.

## Circulation
Plusieurs tunnels passent sous la place Louise : le tunnel Louise dans la petite ceinture et le tunnel Stéphanie. Ces deux tunnels ont été achevés en 1957 dans le cadre de l'Exposition universelle de 1958. Sous la place Louise, existent également des tunnels du métro de Bruxelles. La station Louise, où les lignes 2 et 6 du métro de Bruxelles passent, est ouverte en 1985.

## Architecture
Les premiers bâtiments, édifiés en 1842, sur le territoire de Saint-Gilles, relèvent d'une architecture néoclassique uniforme de caractère. 